# Лайон (округ, Кентукки)
Ла́йон (англ. Lyon County) — округ в штате Кентукки, США. Официально образован в 1854 году. По состоянию на 2010 год, численность населения составляла 8314 человек.

## География
По данным Бюро переписи США, общая площадь округа равняется 664,128 км2, из которых 558,664 км2 суша и 105,439 км2 или 15,880 % это водоёмы.

## Население
По данным переписи населения 2000 года в округе проживает 8 080 жителей в составе 2 898 домашних хозяйств и 2 043 семей. Плотность населения составляет 15,00 человек на км2. На территории округа насчитывается 4 189 жилых строений, при плотности застройки около 7,30-ти строений на км2. Расовый состав населения: белые — 91,86 %, афроамериканцы — 6,72 %, коренные американцы (индейцы) — 0,30 %, азиаты — 0,17 %, гавайцы — 0,01 %, представители других рас — 0,40 %, представители двух или более рас — 0,54 %. Испаноязычные составляли 0,73 % населения независимо от расы.
В составе 25,10 % из общего числа домашних хозяйств проживают дети в возрасте до 18 лет, 59,80 % домашних хозяйств представляют собой супружеские пары проживающие вместе, 8,10 % домашних хозяйств представляют собой одиноких женщин без супруга, 29,50 % домашних хозяйств не имеют отношения к семьям, 26,80 % домашних хозяйств состоят из одного человека, 12,20 % домашних хозяйств состоят из престарелых (65 лет и старше), проживающих в одиночестве. Средний размер домашнего хозяйства составляет 2,26 человека, и средний размер семьи 2,70 человека.
Возрастной состав округа: 15,80 % моложе 18 лет, 7,50 % от 18 до 24, 32,90 % от 25 до 44, 27,00 % от 45 до 64 и 27,00 % от 65 и старше. Средний возраст жителя округа 42 лет. На каждые 100 женщин приходится 133,50 мужчин. На каждые 100 женщин старше 18 лет приходится 138,10 мужчин.
Средний доход на домохозяйство в округе составлял 31 694 USD, на семью — 39 940 USD. Среднестатистический заработок мужчины был 36 034 USD против 21 806 USD для женщины. Доход на душу населения составлял 16 016 USD. Около 10,20 % семей и 12,70 % общего населения находились ниже черты бедности, в том числе — 17,30 % молодёжи (тех, кому ещё не исполнилось 18 лет) и 13,30 % тех, кому было уже больше 65 лет.